# Joris-Karl Huysmans
Joris-Karl Huysmans (Pariz, 5. veljače 1848. – Pariz, 12. svibnja 1907.), francuski romanopisac flamanskog podrijetla.

## Životopis
Sudjelovao je u Francusko-pruskom ratu, a debitirao je zbirkom pjesama u prozi. U početku piše naturalistički i proza mu je prožeta pesimističnim gledanjem na ljudsko društvo, a pokazuje interes i za okultizam, crnu magiju i nadnaravne pojave.
Nakon trogodišnjeg boravka u samostanu i obraćenja na katolicizam piše djela inspirirana religioznošću. U njima je središnji lik romanopisac Durtal, Huysmansov fikcijski alter ego. U djela unosi obilne digresije o umjetnosti, povijesti, znanosti, bibliofiliji i religiji.
Bavio se i umjetničkom kritikom, a jedan od prvih je upozorio na vrijednost impresionističkog slikarstva.

## Djela
Nepotpun popis
- Na putu (En route, 1895.)[1]
- Katedrala (La Cathédrale, 1898.)[2]
- Oblat (L’Oblat, 1903.)

## Vanjske poveznice
Mrežna mjesta
- www.huysmans.org, stranica posvećena liku i djelu Joris-Karl Huysmansa
- Joris Karl Huysmans, Katolička enciklopedija (engl.)